# Octavian Șchiau
Octavian Șchiau (n. 10 martie 1930, Coroisânmărtin, județul Târnava Mică — d. 22 noiembrie 2013, Cluj-Napoca) a fost un filolog și istoric literar român, fost profesor la universitățile din Cluj, Alba Iulia, Leipzig și Tübingen.

## Începuturi
Profesorul Octavian Șchiau s-a născut în familia unui învățător, într-o vreme în care locuința dascălilor de țară ținea loc și de clădire a școlii. Acest lucru a avut o puternică influență asupra sa, căci toată viața și-a dedicat-o formării generațiilor de filologi.
A studiat filologia română și rusă la Facultatea de Litere a Universității Babeș-Bolyai din Cluj, cu profesori de marcă ce reușiseră să păstreze nealterat spiritul universitar interbelic.
A devenit doctor în filologie cu teza Circulația vechii cărți românești (1971).

## Cariera
- Director al Institutului de Lingvistică și Istorie Literară Cluj (1976–1990).
- Decan al Facultății de Litere din Cluj.
- În primii ani după căderea comunismului, profesorul Octavian Șchiau a pus bazele învățământului filologic universitar la Alba Iulia, secție în care vor preda intelectuali de marcă: Eugen Beltechi, Mircea Braga, Constantin Cubleșan, Vasile Fanache, Alin Mihai Gherman, Mircea Popa și alții.

### Profesor în Germania
În anul 1954 Octavian Șchiau devine primul lector român permanent la Universitatea din Leipzig, când cursurile de română sunt o parte integrantă a studiilor de licență ale filologiei romanice. Bazele studiilor române la această universitate fuseseră puse de Gustav Weigand (1860-1930), fondatorul Institutului de Limbă Română de la Leipzig..
În Leipzig Octavian Șchiau l-a avut elev la cursurile de limba română pe romanistul german Rudolf Windisch, care a studiat și cu Eugen Coșeriu și Paul Miron..
De-a lungul timpului, profesorul Octavian Șchiau a activat la Leipzig și la Tübingen mai bine de un deceniu.
Din 1993, la Universitatea din Leipzig, s-a studiat filologia română (ca disciplină secundară) și traductologia de limbă română pentru nivelul de licență (ca disciplină principală sau secundară), cursurile și seminariile fiind predate mai ales de Sabine Krause și Octavian Șchiau, care este din nou lector de română la Leipzig. Însă, așa cum scrie Klaus Bochmann, „ironia istoriei, mai bine zis a reunificării Germaniei, și schimbările din Europa de Est și de Sud-Est a vrut ca primul lector permanent la Leipzig să fie și ultimul”, postul fiind desființat în anul 1994.
Ca profesor în Germania, Octavian Șchiau contribuie la acordarea numelui lui I.L. Caragiale unei mari biblioteci din Berlin.

### Mite Kremnitz
În perioada cât a predat la Universitatea din Tübingen, profesorul Octavian Șchiau a cunoscut familia Mitei Kremnitz și a descoperit importante documente și manuscrise semnificative despre relațiile dintre aceasta și Mihai Eminescu. La Berlin a găsit și fondul de manuscrise Mite Kremnitz, pe care l-a și adus la Cluj, prin bunăvoința membrilor familiei Kremnitz.. Până în prezent universitarul clujean a dedicat mai multe studii acestui moment mai puțin cunoscut din viața lui Eminescu (vezi infra). Relația Eminescu-Mite Kremnitz a fost rememorată și la împlinirea a 160 de ani de la nașterea poetului național al românilor, în ziua de 15 ianuarie 2010, printr-o conferință susținută de Octavian Șchiau la Casa de Cultură a Municipiului Cluj-Napoca.

### Distincții și aprecieri
În anul 2004, la propunerea ministrului Învățământului, președintele României i-a conferit Ordinul Meritul pentru Învățământ în grad de Comandor..
În semn de recunoaștere a meritelor sale, profesorul Octavian Șchiau a primit și titlul de Cetățean de onoare al Municipiului Cluj-Napoca.
Scriitorul Horia Bădescu, rememorând perioada studenției sale: "Am avut, e adevărat, profesori admirabili, profesori eminenți. N-o spun nici din curtuoazie, nici din acea „îngăduință” pe care anii o așază peste amintirile noastre și care înfrumusețează lucrurile. O spun pentru că e adevărat... Cum să nu fie când i-am avut la catedră pe aulicul Mircea Zaciu, pe neobositul scormonitor de frumuseți cronicărești și omul de rară delicatețe sufletească Octavian Șchiau…"

## Opera
Profesorul Octavian Șchiau s-a dedicat mai ales punerii în valoare a textelor vechi românești, fiind un deschizător de drumuri în cercetarea circulației vechilor tipărituri de la noi. De asemenea, a fost implicat în cele mai importante proiecte culturale legate de acest domeniu: Biblia de la București (ediția jubiliară a Patriarhiei din 1988), Palia de la Orăștie etc.

### Volume de autor
- Circulația cărții românești în epoca medievală, Cluj, 1970 (dactilografiat).
- Cărturari și cărți în spațiul românesc medieval, Cluj, Editura Dacia, 1978.[10]

### Volume în colaborare
- Istoria literaturii române de la origini până la scriitorii pașoptiști inclusiv, 1965.
- Literatura română în secolul al XVII-lea, 1964.
- Învățământul românesc în Transilvania în perioada 1550-1774, 1965.
- Radu Tempea, Istoria Sfintei Besereci a Șcheilor Brasovului, ediție îngrijită, studiu introductiv, indice de nume, glosar, note de Octavian Șchiau și Livia Bot, București, E.P.L., 1969.
- Istoria literaturii romane. Epoca veche, 1975.
- Istoria literaturii romane. Epoca premodernă, 1980.
- Rumänische Studierende in Leipzig um die Jahrhundertwende, 1996.
- Dicționar analitic de opere literare românești (coord. Ion Pop), vol. I-IV, 1998-2002.
- Nicolae Drăganu, Historie de la littérature roumaine de la Transylvanie des origines à la fin de XVIIIe siècle. Istoria literaturii române din Transilvania de la origini până la sfârșitul secolului al XVIII lea. Ediție îngrijită, prefață și note de Octavian Șchiau și Eugen Pavel, Cluj Napoca, Editura Clusium, 2003.

### Articole (selectiv)
- Indicații metodice privind despărțirea cuvintelor în silabe, în „Limba română”, IV (1955), p. 51-56 (în colaborare cu Gavril Scridon).
- Istoria ieroglifică, în „Steaua”, 1965, nr. 12, p. 106.
- Circulația Cazaniei lui Varlaam în Transilvania, în „Mitropolia Olteniei”, XXII (1970), p. 524, 532.
- Zu den Lateinischen Elementen im Rumänischen, în Francisco J. Oroz Arizcuren, Gerhard Rohlfs, Romania cantat: Lieder in alten und neuen Chorsätzen mit sprachlichen, literarischen und musikwissenschaftlichen Interpretationen, vol. I, Tübingen, 1980, p. 641-645 (în colaborare cu Ioan Marii).
- Centenar Nicolae Drăganu. Literatura română veche, în „Steaua”, 1984, 35(3), p. 32.
- Nicolae Drăganu - filolog și istoric literar, în „Cercetări de lingvistică”, 1984, 29(2), p. 95-97.
- Recenzie la Cornel Tatai-Baltă, Gravori în lemn de la Blaj (1750-1830) (Blaj, Editura Eventus, 1995), în Annales Universitatis Apulensis. Series Historica, 1997, nr. 1, p. 164-165[nefuncțională]
.
- Johannes Honterus - Diaconul Coresi, în „Steaua”, anul 49, nr. 4-5, aprilie-mai 1998, p. 14.
- Tipografia de la Alba Iulia (1577-1702), în „Steaua”, anul 49, nr. 11-12, noiembrie-decembrie 1998, p. 77.
- Lumea lui Mihai Eminescu în viziunea Mitei Kremnitz, în Annales Universitatis Apulensis. Series Philologica, 2000, nr. 13 Arhivat în 30 aprilie 2012, la Wayback Machine.
- O scrisoare pierdută transpusă în germană de Mite Kremnitz (Une lettre perdue transposée en allemand par Mite Kremnitz), în "Cetatea", 2002, 5, nr. 7, p. 1, 17.